# William T. Vollmann
Œuvres principales
- Central Europe

William T. Vollmann, né le 28 juillet 1959 à Los Angeles, en Californie, est un écrivain, journaliste et essayiste américain, connu pour ses romans fleuves s'appuyant sur de vastes enquêtes. Son œuvre, qui mêle fictions et essais, est marquée par son goût pour l'histoire et son obsession pour le thème de la prostitution. Il vit actuellement à Sacramento.

## Biographie
Vollman a étudié en Californie au Deep Springs College avant de rejoindre la côte Est et l'université Cornell où il obtient un baccalauréat en arts avec la mention honorifique summa cum laude en littérature comparée.
Après l'obtention de son diplôme, Vollman exerce divers métiers, comme celui de secrétaire dans une compagnie d'assurance, et économise suffisamment d'argent pour se rendre en Afghanistan en 1982. Il y partage le quotidien des mujahidins, une expérience qui constitue la matière de son ouvrage An Afghanistan Picture Show, or, How I Saved the World publié aux États-Unis en 1992. À son retour, il s’inscrit à l'université de Berkeley en Californie, mais abandonne au bout d'un an. Il travaille ensuite comme programmeur informatique, sans avoir la moindre expérience des ordinateurs.
D'après un portrait du romancier Madison Smartt Bell publié dans le New York Times Magazine, il passe la plus grande partie de l'année à écrire son premier roman, Les Anges radieux (You Bright and Risen Angels), en restant au bureau après le travail, se cachant du personnel de nettoyage et ne se nourrissant que des sucreries vendues par les distributeurs automatiques. L'ouvrage paraît en 1987 chez Atheneum et dès 1988 chez Penguin Books. Le succès critique lui ouvre les portes de la presse. Il a depuis écrit pour une multitude de journaux parmi lesquels Harper's Magazine, Playboy, Spin magazine, Esquire, The New Yorker, Gear, Granta ou la New York Times Book Review.
Après de nombreux reports, il publie en 2004 Le Livre des violences (Rising Up and Rising Down), un essai en sept volumes de plus de 3000 pages fortement illustrées qui fut nommé pour le National Book Critics Circle Award. Une édition abrégée fut publiée à la fin de l'année chez Ecco Press que l'écrivain fit, de son propre aveu, "pour l'argent". Ce livre est fondé sur un travail de reportage personnel et s'inscrit dans la tradition du journalisme américain de James Agee (par exemple) et du roman social de John Steinbeck. Il tente d'établir à partir de ce que Vollmann appelle un "calcul moral" une analyse des causes de la violence, de ses effets, mais aussi des cas où le recours à la violence peut être légitime. C'est donc à la fois un travail de réflexion et d'investigation, fondé sur l'expérience personnelle de Vollmann qu'il tire entre autres de ses voyages au Cambodge, en Somalie ou en Irak.  
Les autres ouvrages de Vollmann sont souvent centrés sur l'Amérique du Nord - comme dans le cycle de roman Seven Dreams: A Book of North American Landscapes - ou sur des personnes (souvent des prostituées) qui sont rejetées dans les marges de la société, comme dans La Famille royale ou Des putes pour Gloria. Son roman Central Europe, publié en 2005, suit le destin d'un nombre important de personnages historiques ou non qui, comme le compositeur russe Dimitri Chostakovitch, sont pris entre deux feux dans les conflits opposant l'Allemagne et l'Union soviétique. En 2005, il reçoit pour ce livre le National Book Award dans la catégorie fiction.

## Œuvre

### Romans

#### SérieSeven Dreams
- The Ice-Shirt (1990) Publié en français sous le titre La Tunique de glace, Le Cherche midi, 2013
- Fathers and Crows (1992)
- Argall: The True Story of Pocahontas and Captain John Smith (2001)
- The Rifles (1994) Publié en français sous le titre Les Fusils, Le Cherche Midi, 2006 ; réédition, Babel no 832, 2007
- The Dying Grass (2015)

#### SérieProstitution Trilogy
- Whores for Gloria (1991) Publié en français sous le titre Des putes pour Gloria, Bourgois, 1999 ; réédition, Points Seuil no 764, 2000
- Butterfly Stories: A Novel (1993) Publié en français sous le titre Les Nuits du papillon, Paris, Robert Laffont, 1998 ; réédition, 10/18 no 3138, 1999
- The Royal Family (2000) Publié en français sous le titre La Famille royale, Actes Sud, 2004 ; réédition, Babel no 743, 2006

#### Autres romans
- You Bright and Risen Angels (1987) Roman de science-fiction publié en français sous le titre Les Anges radieux, Actes Sud, coll. « Exofictions », 2016
- Europe Central (2005), National Book Award 2005 Roman historique publié en français sous le titre Central Europe, Actes Sud, 2007 ; réédition, Babel no 981, 2009

### Recueils de nouvelles
- The Rainbow Stories (1989) Publié en français sous le titre Récits arc-en-ciel, Bourgois, 2000
- 13 Stories and 13 Epitaphs (1991) Publié en français sous le titre 13 histoires et 13 épitaphes, Bourgois, 1999 ; réédition, Points Seuil no 935, 2001
- The Atlas (1996)
- Last Stories and Other Stories (2014) Publié en français sous le titre Dernières nouvelles et autres nouvelles, trad. Pierre Demarty, Actes Sud, 2021

### Essais
- An Afghanistan Picture Show: Or, How I Saved the World (1992)
- Rising Up and Rising Down: Some Thoughts on Violence, Freedom and Urgent Means (2003) Publié en français sous le titre Le Livre des violences, Tristram, 2009
- Uncentering the Earth: Copernicus and the Revolutions of the Heavenly Spheres (2006) Publié en français sous le titre Décentrer la Terre : Copernic et les révolutions célestes, Tristram, 2007
- Poor People (2007) - Prix du Meilleur livre étranger 2008, catégorie essai Publié en français sous le titre Pourquoi êtes-vous pauvres ? , Actes Sud, 2008 ; réédition, Babel no 1032, 2010
- Riding Toward Everywhere (2008) Publié en français sous le titre Le Grand Partout, récit, Actes Sud, 2011; Réédition Babel n° 1731, 2021
- Imperial (2009)
- Kissing the Mask: Beauty, Understatement and Femininity in Japanese Noh Theater (2010)
- Into the Forbidden Zone: A Trip Through Hell and High Water in Post-Earthquake Japan (2011) Publié en français sous le titre Fukushima, dans la zone interdite, Tristram, 2012 ; réédition, Tristam, coll. Souple no 10, 2013
- The Book of Dolores (2013)

### Autres publications
- The Song of Heaven: Grammar and Rhetoric in Literature and Political Action (1981)
- Welcome to the Memoirs, autobiographie, réécrite et publiée sous le titre An Afghanistan Picture Show: Or, How I Saved the World en 1992
- The Convict Bird: A Children’s Poem (1988)
- The Happy Girls (1990)
- Wordcraft: Hints and Notes (1990)
- The Grave of Lost Stories (1993)
- Burning Songs (2000), recueil de poèmes
- Star of Paris (2005) Publié en français sous le titre Étoile de Paris, Poésies, Actes Sud, 2010
- Studies in Consequences (2009) Publié en français sous le titre Le Roi de l'opium et autres enquêtes en Asie du Sud-Est, Tristram, 2011
- The Book of Candles (1995-2008)